# Telipna jefferyi
Telipna jefferyi är en fjärilsart som beskrevs av Jackson 1969. Telipna jefferyi ingår i släktet Telipna och familjen juvelvingar. Inga underarter finns listade i Catalogue of Life.